# František Baštecký
František Baštecký (4. února 1853 Praha – 18. července 1913 Veselí nad Lužnicí) byl český městský kronikář a bývalý starosta Veselí nad Lužnicí.

## Životopis
František Baštecký se narodil 4. února 1853 v Praze. Stál u zrodu několika organizací ve Veselí nad Lužnicí. V roce 1881 ve Veselí založil zdejší hasičské družstvo. Dále byl zakladatelem a aktivním členem například Sokola, Červeného kříže, nebo spolku vojenských vysloužilců.
V roce 1894 ve městě koupil od poštmistrové Terezie Potměšilové bývalou spořitelnu, kterou zrekonstruoval a po zbytek života v domě žil. Dům byl z důvodu stavby nové křižovatky v roce 1982 zbourán.
V letech 1903 až 1913 působil jako starosta Veselí nad Lužnicí. Výražně se podílel na rozvoji města. Nechal opravit náměstí a nechal postavit most přes řeku Lužnici. Rovněž nechal vybudovat obecní dům a novou dívčí měšťanskou školu. Od roku 1907 začal psát historicky první dochovanou městskou kroniku.
Zemřel 18. července 1913 ve Veselí nad Lužnicí ve věku 60 let. Některé zdroje uvádějí, že zemřel o pět let později. Za svou práci pro město byl oceněn zlatým záslužným křížem císaře Františka Josefa. Byla po něm pojmenována ulice ve Veselí nad Lužnicí. Komunistická strana Československa ji však později změnila na ulici Aloise Jiráska.